# Liste des représentants des États-Unis pour le Kansas
L'État du Kansas dispose de quatre représentants à la Chambre des représentants des États-Unis.

## Délégation au119econgrès(2025-2027)
| District et Nom | District et Nom | District et Nom | Début du mandat                            | Parti       |
| --------------- | --------------- | --------------- | ------------------------------------------ | ----------- |
| 1er district    | Tracey Mann     |                 | 3 janvier 2021 (4 ans, 2 mois et 20 jours) | Républicain |
| 2e district     | Derek Schmidt   |                 | 3 janvier 2025 (2 mois et 20 jours)        | Républicain |
| 3e district     | Sharice Davids  |                 | 3 janvier 2019 (6 ans, 2 mois et 20 jours) | Démocrate   |
| 4e district     | Ron Estes       |                 | 12 avril 2017 (7 ans, 11 mois et 11 jours) | Républicain |

### Démographie

#### Parti politique
- trois républicains
- une démocrate

#### Sexe
- trois hommes
- une femme

#### Ethnie
- trois Blancs
- une Amérindienne

## Délégations historiques

### Depuis 1993
À la suite du recensement de 1990, le Kansas perd un siège de représentant.
| Congrès          | 1er district       | 2e district           | 3e district               | 4e district      |
| ---------------- | ------------------ | --------------------- | ------------------------- | ---------------- |
| 103e (1993-1995) | Pat Roberts (R)    | Jim Slattery (en) (D) | Jan Meyers (en) (R)       | Dan Glickman (D) |
| 104e (1995-1997) | Pat Roberts (R)    | Sam Brownback (R)     | Jan Meyers (en) (R)       | Todd Tiahrt (R)  |
| 105e (1997-1999) | Jerry Moran (R)    | Jim Ryun (R)          | Vince Snowbarger (en) (R) | Todd Tiahrt (R)  |
| 106e (1999-2001) | Jerry Moran (R)    | Jim Ryun (R)          | Dennis Moore (D)          | Todd Tiahrt (R)  |
| 107e (2001-2003) | Jerry Moran (R)    | Jim Ryun (R)          | Dennis Moore (D)          | Todd Tiahrt (R)  |
| 108e (2003-2005) | Jerry Moran (R)    | Jim Ryun (R)          | Dennis Moore (D)          | Todd Tiahrt (R)  |
| 109e (2005-2007) | Jerry Moran (R)    | Jim Ryun (R)          | Dennis Moore (D)          | Todd Tiahrt (R)  |
| 110e (2007-2009) | Jerry Moran (R)    | Nancy Boyda (D)       | Dennis Moore (D)          | Todd Tiahrt (R)  |
| 111e (2009-2011) | Jerry Moran (R)    | Lynn Jenkins (R)      | Dennis Moore (D)          | Todd Tiahrt (R)  |
| 112e (2011-2013) | Tim Huelskamp (R)  | Lynn Jenkins (R)      | Kevin Yoder (R)           | Mike Pompeo (R)  |
| 113e (2013-2015) | Tim Huelskamp (R)  | Lynn Jenkins (R)      | Kevin Yoder (R)           | Mike Pompeo (R)  |
| 114e (2015-2017) | Tim Huelskamp (R)  | Lynn Jenkins (R)      | Kevin Yoder (R)           | Mike Pompeo (R)  |
| 115e (2017-2019) | Roger Marshall (R) | Lynn Jenkins (R)      | Kevin Yoder (R)           | Ron Estes (R)    |
| 116e (2019-2021) | Roger Marshall (R) | Steve Watkins (R)     | Sharice Davids (D)        | Ron Estes (R)    |
| 117e (2021-2023) | Tracey Mann (R)    | Jake LaTurner (R)     | Sharice Davids (D)        | Ron Estes (R)    |